# Straight Records
Straight Records foi uma gravadora americana que abriu em 1969 sob o comando do músico Frank Zappa e seu empresário Herb Cohen, lançando discos que cantores e bandas como The Mothers of Invention, Wild Man Fischer, Lenny Bruce, Captain Beefheart, Alice Cooper e The GTOs.